# Diaphorolepis wagneri
Diaphorolepis wagneri — вид змій родини полозових (Colubridae). Мешкає в Панамі, Колумбії і Еквадорі. Вид названий на честь німецького палеонтолога Йогана Андреаса Вагнера.

## Поширення і екологія
Diaphorolepis wagneri мешкають на західних схилах Анд в Колумбії і Еквадорі, а також спостерігалися на схилах гори Серро-Малі в горах Серранія-дель-Дар'єн на крайньому сході Панами. Вони живуть у вологих тропічних лісах в передгір'ях. Зустрічаються на висоті від 1400 до 2300 м над рівнем моря. Ведуть нічний спосіб життя.